# Petite Grosne
Die Petite Grosne ist ein Fluss in Frankreich, der in den Regionen Auvergne-Rhône-Alpes und Bourgogne-Franche-Comté verläuft. Sie entspringt im südlichen Gemeindegebiet von Cenves, entwässert in einem Bogen von Nordost über Ost nach Südost und mündet nach rund 26 Kilometern an der Gemeindegrenze von Mâcon und Varennes-lès-Mâcon als rechter Nebenfluss in die Saône. In seinem Mündungsabschnitt ist der Fluss zu einem Hafenbecken ausgebaut. Auf seinem Weg durchquert er die Départements Rhône und Saône-et-Loire.
Achtung: Nicht zu verwechseln mit dem Fluss Grosne, der ebenfalls in die Saône mündet!

## Orte am Fluss
(Reihenfolge in Fließrichtung)
- Cenves
- Serrières
- Pierreclos
- Prissé
- Varennes-lès-Mâcon
- Mâcon